# Á Sprengisandi

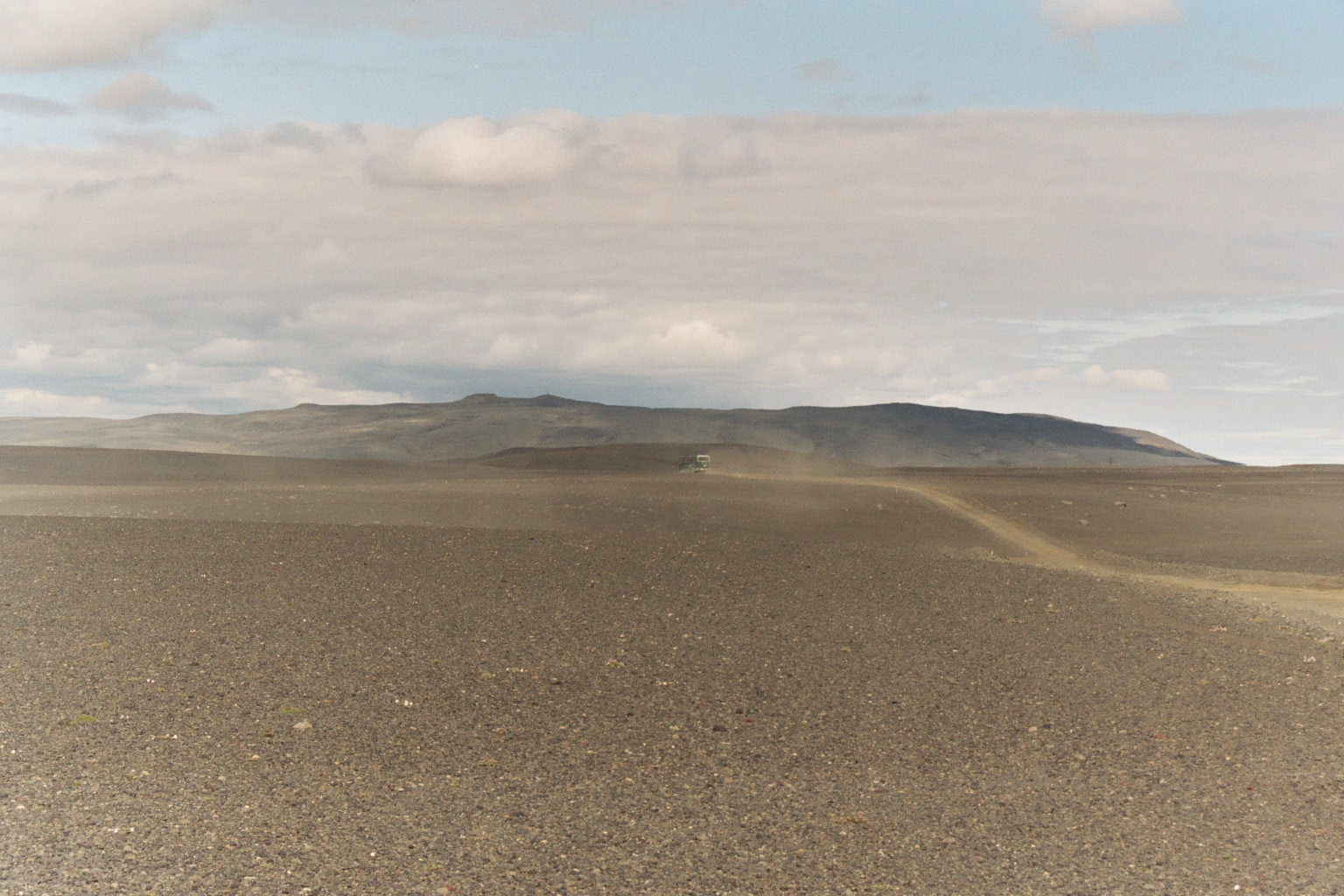
Sprengisandur.

Á Sprengisandi est une chanson islandaise écrite par Grímur Thomsen (1820 - 1896) qui tire son nom du Sprengisandur, route ou plutôt piste islandaise qui traverse le désert central. Un cavalier demande à son cheval d'accélérer car il n'est pas rassuré dans ce désert à perte de vue qui est, paraît-il, fréquenté par des elfes.

## Paroles
Ríðum, ríðum og rekum yfir sandinn,

rennur sól á bak við Arnarfell.

Hér á reiki er margur óhreinn andinn,

úr því fer að skyggja á Jökulsvell;

Drottinn leiði drösulinn minn,

drjúgur verður síðasti áfanginn.

Þei, þei. Þei, þei. Þaut í holti tófa,

þurran vill hún blóði væta góm.

Eða líka einhver var að hóa,

undarlega digrum karlaróm;

Útilegumenn í Ódáðahraun,

eru kannske að smala fé á laun.

Ríðum, ríðum, rekum yfir sandinn,

rökkrið er að síga á Herðubreið.

Álfadrottning er að beisla gandinn,

ekki er gott að verða á hennar leið;

Vænsta klárinn vildi ég gefa til, að

vera kominn ofan í Kiðagil.